# C86
C86 (от англ. Cassete 86) — кассета, которую присылали по почте в приложение к журналу New Musical Express в 1986 году. С86 была продолжением кассеты C81, выпущенной ранее NME совместно с лейблом Rough Trade. На кассете содержалась коллекция новых песен малоизвестных групп. Неожиданно кассета получила большую популярность, NME выпустили ограниченный тираж C86 для радиостанций, инди-рок попал на радио. Но большинство из групп, попавших на C86, выпустив пару пластинок, исчезали со сцены. Из 22 групп звёздами стали лишь две — Primal Scream и The Wedding Present. Группа McCarthy позже превратилась в Stereolab.
C86 — название целого музыкального жанра — британского инди середины 1980-х. Недолго просуществовав, он оказал большое влияние на английский инди-рок. Из C86 образовался новый жанр, получивший за свои «сладкие» мелодии и тексты название «тви-поп» (англ. twee pop — от англ. «sweet» — сладкий). В британской прессе движение C86 также называли «anorak pop» и «shambling».

## Список песен

### Сторона A
1. Primal Scream — Velocity Girl
2. The Mighty Lemon Drops — Happy Head
3. The Soup Dragons — Pleasantly Surprised
4. The Wolfhounds — Feeling So Strange Again
5. The Bodines — Therese
6. Mighty Mighty — Law
7. Stump — Buffalo
8. Bogshed — Run To The Temple
9. A Witness — Sharpened Sticks
10. The Pastels — Breaking Lines
11. Age of Chance — From Now On, This Will Be Your God

### Сторона B
1. The Shop Assistants — It’s Up To You
2. Close Lobsters — Firestation Towers
3. Miaow — Sport Most Royal
4. Half Man Half Biscuit — I Hate Nerys Hughes (From The Heart)
5. The Servants — Transparent
6. The MacKenzies — Big Jim (There’s no pubs in Heaven)
7. bIG fLAME — New Way (Quick Wash And Brush Up With Liberation Theology)
8. We’ve Got A Fuzzbox And We’re Gonna Use It — Console Me
9. McCarthy — Celestial City
10. The Shrubs — Bullfighter’s Bones
11. The Wedding Present — This Boy Can Wait